# Première bataille de Kaboul
Pour les articles homonymes, voir bataille de Kaboul.
Guerre d'Afghanistan
La bataille de Kaboul a lieu du 10 au 29 août 1992 pendant la guerre d'Afghanistan.

## Déroulement
Le 23 août, le quartier diplomatique de Kaboul est touché par les bombardements. Le même jour, Sotirios Mousouris, le représentant personnel du secrétaire général de l'ONU en Afghanistan et au Pakistan, déclare que 1 800 civils ont été tués depuis le 10 août. Seulement huit des 17 hôpitaux de Kaboul sont également en état de fonctionner. 
Selon la Croix-rouge, en août les bombardements du Hezb-e-Islami Gulbuddin font 1 000 morts et 8 000 blessés.
Le 23 août, le gouvernement afghan demande également aux Nations unies de lui livrer l'ancien président Mohammad Najibullah, réfugié dans les locaux de l'ONU à Kaboul, afin de le juger.